# In the Name of Love
"In the Name of Love" é uma canção gravada pelo DJ e produtor musical holandês Martin Garrix e pela cantora e compositora americana Bebe Rexha. A produção desta canção foi feita por Martin Garrix com Matt Rad, Steve James e Simon Says. Foi lançado no iTunes e nos serviços de streaming depois que ele estreou a canção no Ultra Music Festival de 2016. Um EP remix foi lançado em 11 de novembro de 2016, consistindo de três remixes com DallasK, The Him e Snavs.

## Antecedentes e composição
"In the Name of Love" é uma canção do gênero future bass, que contém "uma combinação de dedilhados de piano, baixo e guitarra [que] fornecem percussão em versos recatados."
Garrix e Rexha usaram o FaceTime quando ela estava gravando a canção, já que ele não estava no estúdio inicialmente. Os dois mais tarde se reuniram para finalizá-lo. Martin Garrix estreou a canção no Ultra Music Festival 2016 tocando em seu set em março de 2016. Ele anunciou o lançamento da canção em 24 de julho de 2016 através de suas contas nas redes sociais e em uma entrevista no Tomorrowland 2016. Em uma entrevista, ele disse que o "álbum está acabado" e esta canção apareceria como o primeiro single de seu próximo álbum, no qual ele disse estar trabalhando. É também a primeira faixa lançada desde seu recente contrato com a Sony Music, que também foi distribuído por este último.
Quando perguntado por que ele escolheu Bebe Rexha para a colaboração, Garrix disse: "Primeiro de tudo, eu adoro ouvir a voz dela. Eu a conheci no início deste ano em Los Angeles. Ela tocou algumas de suas demos e logo depois da primeira música, eu me apaixonei pela voz dela porque é tão única e é tão diferente. Eu e a equipe estávamos fazendo um debate e Bebe acabou fazendo isso, com muitos mandando pra lá e pra cá, montando e polindo a canção e então finalmente viemos com a versão como todo mundo conhece agora."

## Recepção da crítica
Escrevendo para a Billboard, Kat Bein comentou que a canção mostra o crescimento artístico de Garrix: "Está muito longe da batida forte e dura de seu avanço", e chamou a canção de "uma faixa charmosa, tão delicada quanto limpa, e Garrix compartilhando seu lado mais suave." Rachel Sonis da Idolator, sentiu a canção soar "como o hino de verão pelo qual estivemos esperando o tempo todo."

## Videoclipe
O videoclipe oficial foi lançado na Apple Music em 9 de agosto de 2016 e no YouTube em 23 de agosto de 2016. Foi dirigido por Emil Nava. O vídeo começa com Bebe Rexha usando um vestido vermelho por uma piscina em um trampolim do lado de fora de uma mansão, cercado por nuvens de fumaça, nuvens de tempestade e explosões de água logo após Martin Garrix entrar em cena andando em direção a um trampolim a poucos metros de distância de Rexha. Ele segura Rexha enquanto eles afundam sob a superfície da água.

## Faixas e formatos
| Download digital |                       |         |  |
| N.º              | Título                | Duração |  |
| 1.               | "In the Name of Love" | 3:18    |  |

| Download digital – Remixes |                                       |         |  |
| N.º                        | Título                                | Duração |  |
| 1.                         | "In the Name of Love" (DallasK Remix) | 3:20    |  |
| 2.                         | "In the Name of Love" (The Him Remix) | 3:29    |  |
| 3.                         | "In the Name of Love" (Snavs Remix)   | 3:00    |  |
| Duração total:             | Duração total:                        | 9:49    |  |

## Desempenho nas tabelas musicais
| Tabelas musicais (2016)                           | Melhor posição |
| ------------------------------------------------- | -------------- |
| Alemanha Dance (Official German Charts)           | 4              |
| Argentina (Monitor Latino)                        | 13             |
| Austrália (ARIA)                                  | 8              |
| Áustria (Ö3 Austria Top 75)                       | 9              |
| Bélgica (Ultratop 50 de Flandres)                 | 13             |
| Bélgica (Ultratop 50 da Valônia)                  | 15             |
| Canadá (Canadian Hot 100)                         | 19             |
| República Checa (Rádio Top 100)                   | 9              |
| República Checa (Singles Digitál Top 100)         | 6              |
| Dinamarca (Hitlisten)                             | 8              |
| Estados Unidos (Billboard Hot 100)                | 24             |
| Estados Unidos (Billboard Adult Top 40)           | 37             |
| Estados Unidos (Billboard Dance Club Songs)       | 1              |
| Estados Unidos (Billboard Dance/Electronic Songs) | 3              |
| Estados Unidos (Billboard Mainstream Top 40)      | 16             |
| Estados Unidos (Billboard Rhythmic)               | 30             |
| Finlândia (Suomen virallinen lista)               | 9              |
| França (SNEP)                                     | 26             |
| O campo songid é OBRIGATÓRIO PARA PARADA ALEMÃ    | 14             |
| Hungria (Rádiós Top 40)                           | 24             |
| Irlanda (IRMA)                                    | 7              |
| Itália (FIMI)                                     | 10             |
| Letônia (Latvijas Top 40)                         | 10             |
| Países Baixos (Dutch Top 40)                      | 3              |
| Países Baixos (Single Top 100)                    | 4              |
| Países Baixos (Dutch Dance Top 30)                | 3              |
| México (Billboard Mexico Airplay)                 | 1              |
| Nova Zelândia (Recorded Music NZ)                 | 8              |
| Noruega (VG-lista)                                | 5              |
| Polónia (Polish Airplay Top 100)                  | 65             |
| Portugal (AFP)                                    | 7              |
| Escócia (Scottish Singles Chart)                  | 11             |
| Eslováquia (Rádio Top 100)                        | 52             |
| Eslováquia (Singles Digitál Top 100)              | 6              |
| Espanha (PROMUSICAE)                              | 14             |
| Suécia (Sverigetopplistan)                        | 9              |
| Suíça (Schweizer Hitparade)                       | 10             |
| Reino Unido (UK Singles Chart)                    | 9              |
| Reino Unido (UK Dance Chart)                      | 5              |